# Variations sur le nom de Marguerite Long
Variaciones sur le nom de Marguerite Long es una suite orquestal escrita de forma colaborativa por ocho compositores franceses en 1956, en honor a la pianista Marguerite Long.
Su estreno tuvo lugar el 4 de junio de 1956 por la Orquesta Nacional de Francia en virtud de Charles Munch en un Concierto de Jubileo Nacional organizado por el gobierno francés en memoria de Long, con una puesta en escena en el Gran Anfiteatro de la Sorbona.
Tres de los compositores eran miembros de Les Six: Georges Auric, Darius Milhaud y Francis Poulenc. Los otros cinco eran Jean-Yves Daniel-Lesur, Henri Dutilleux, Jean Françaix, Jean Rivier y Henri Sauguet.
En verdad, sólo uno de los movimientos adopta la forma de variaciones. Las Variations en forme de Berceuse pour Marguerite Long de Sauguet se basa en sus iniciales, EAGG, aunque no están ordenadas.
El Bucolique de Poulenc ha llegado a ser bien conocido y ha sido grabado varias veces. El resto de la suite es poco conocido.

## Estructura
La suite está estructurado de la siguiente manera:
- Jean Françaix: Hymne solennel
- Henri  Sauguet: Variations en forme de Berceuse pour Marguerite Long
- Darius Milhaud: La Couronne de Marguerites («La corona de margaritas»), Valse en forme de rondo, Op. 353
- Jean Rivier: Nocturne
- Henri  Dutilleux: Sérénades
- Jean-Yves Daniel-Lesur: Intermezzo
- Francis Poulenc: Bucolique, FP. 160[3]
- Georges Auric: ML (Allegro: Finale)